# Llista de monuments de Quatre Carreres (València)
Monuments catalogats com a béns d'interés cultural (BIC) i béns immobles de rellevància local (BRL) del districte de Quatre Carreres de València.

## Monuments de rellevància local
| Monument                                                        | Prot.? | Estil/època | Localització                           | Coordenades                                          | Codi?         | Imatge |
| --------------------------------------------------------------- | ------ | ----------- | -------------------------------------- | ---------------------------------------------------- | ------------- | --- |
| Casa Parroquial de la Punta                                     | BRL    | s.XX        | València Camí de la Punta al Mar, 29   | 39° 26′ 44″ N, 0° 20′ 24″ O / 39.445611°N,0.34°O     | 46.15.250-223 | Casa Parroquial de la Punta (València) · Vegeu més fotos d'aquest monument · Carregueu una nova foto d'aquest monument                               |
| Casa i Ermita del Fiscal i retaule ceràmic                      | BRL    | s.XVIII-XIX | València Entrada del Fiscal, 4 y 5     | 39° 26′ 49″ N, 0° 21′ 04″ O / 39.446944°N,0.351111°O | 46.15.250-371 | Casa i Ermita del Fiscal (València) · Vegeu més fotos d'aquest monument · Carregueu una nova foto d'aquest monument                                  |
| Caserna del carrer Sapadors, antiga Caserna d'Enginyers         | BRL    | 1921        | València C. Sapadors, 48 i 50          | 39° 27′ 23″ N, 0° 22′ 06″ O / 39.45625°N,0.368333°O  | 46.15.250-357 | Caserna del carrer Sapadors (València) · Vegeu més fotos d'aquest monument · Carregueu una nova foto d'aquest monument                               |
| Església parroquial de la Puríssima Concepció (la Punta)        | BRL    |             | València Camí Punta a la Mar, 31       | 39° 26′ 41″ N, 0° 20′ 02″ O / 39.4447°N,0.33396°O    | 46.15.250-304 | Església parroquial de la Puríssima Concepció de la Punta (València) · Vegeu més fotos d'aquest monument · Carregueu una nova foto d'aquest monument |
| Església parroquial de Sant Lluís Bertran                       | BRL    |             | València Pl. Església de la Fonteta, 5 | 39° 28′ 11″ N, 0° 23′ 03″ O / 39.469736°N,0.384142°O | 46.15.250-303 | Església parroquial de Sant Lluís Bertran (València) · Vegeu més fotos d'aquest monument · Carregueu una nova foto d'aquest monument                 |
| Església parroquial de Santes Maria i Gràcia, Ermita del Fiscal | BRL    |             | València Ermita del Fiscal             | 39° 26′ 49″ N, 0° 21′ 04″ O / 39.447027°N,0.351138°O | 46.15.250-240 | Església parroquial de Santes Maria i Gràcia (València) · Vegeu més fotos d'aquest monument · Carregueu una nova foto d'aquest monument              |

## Assentaments rurals històrics
| Monument                      | Prot.? | Estil/època | Localització               | Coordenades                                          | Codi?         | Imatge |
| ----------------------------- | ------ | ----------- | -------------------------- | ---------------------------------------------------- | ------------- | --- |
| Assentament rural de la Punta | BRL    |             | València Barri de la Punta | 39° 26′ 38″ N, 0° 20′ 38″ O / 39.443939°N,0.343861°O | 46.15.250-430 | Assentament rural de la Punta · Vegeu més fotos d'aquest monument · Carregueu una nova foto d'aquest monument |

## Espais etnològics d'interés local
| Monument                                                        | Prot.? | Estil/època                     | Localització                                | Coordenades                                          | Codi?           | Imatge |
| --------------------------------------------------------------- | ------ | ------------------------------- | ------------------------------------------- | ---------------------------------------------------- | --------------- | --- |
| Alqueria Tronaes                                                | BRL    |                                 | València Camí del molí de les Fonts, 17     | 39° 26′ 26″ N, 0° 22′ 22″ O / 39.440417°N,0.372889°O | 46.15.250-E465  | Alqueria Tronaes (València) · Vegeu més fotos d'aquest monument · Carregueu una nova foto d'aquest monument                                                |
| Barraca al carrer Morante i Borràs 216                          | BRL    |                                 | València C. Jesús Morante i Borràs, 216     | 39° 26′ 27″ N, 0° 20′ 39″ O / 39.440972°N,0.344083°O | 46.15.250-E459  | Barraca al carrer Morante i Borràs 216 (València) · Vegeu més fotos d'aquest monument · Carregueu una nova foto d'aquest monument                          |
| Barraca al Camí dels Catarrós 9                                 | BRL    | s.XX                            | València Camí dels Catarrós, 9              | 39° 26′ 57″ N, 0° 21′ 22″ O / 39.449236°N,0.356178°O | 46.15.250-E376  | Barraca al camí dels Catarrós 9 (València) · Carregueu una nova foto d'aquest monument                                                                     |
| Barraca en Carrera del Riu 150                                  | BRL    | Finals del s.XIX, inicis s.XX   | València Carrera del Riu, 150               | 39° 26′ 14″ N, 0° 20′ 38″ O / 39.437186°N,0.343889°O | 46.15.250-E440  | Barraca en Carrera del Riu 150 (València) · Vegeu més fotos d'aquest monument · Carregueu una nova foto d'aquest monument                                  |
| Barraca en Carrera del Riu 163                                  | BRL    | s.XIX-XX                        | València Carrera del Riu, 163               | 39° 26′ 08″ N, 0° 20′ 36″ O / 39.435556°N,0.343361°O | 46.15.250-E425  | Barraca en Carrera del Riu 163 (València) · Vegeu més fotos d'aquest monument · Carregueu una nova foto d'aquest monument                                  |
| Barraca en Carrera del Riu 249                                  | BRL    | s.XIX-XX                        | València Carrera del Riu, 249               | 39° 25′ 52″ N, 0° 20′ 33″ O / 39.431194°N,0.3425°O   | 46.15.250-E217  | Barraca en Carrera del Riu 249 (València) · Vegeu més fotos d'aquest monument · Carregueu una nova foto d'aquest monument                                  |
| Barraca de Blaio Navarro                                        | BRL    | principi del s.XX               | València Entrada Carretera Rocs, 11         | 39° 26′ 42″ N, 0° 21′ 16″ O / 39.444944°N,0.354417°O | 46.15.250-E368  | Barraca de Blaio Navarro (València) · Vegeu més fotos d'aquest monument · Carregueu una nova foto d'aquest monument                                        |
| Barraca i casa en el carrer Morante i Borràs 168-170            | BRL    | s.XX                            | València C. Jesús Morante i Borràs, 168-170 | 39° 26′ 36″ N, 0° 20′ 39″ O / 39.443222°N,0.344097°O | 46.15.250-E458  | Barraca i casa en el carrer Morante i Borràs 168-170 (València) · Vegeu més fotos d'aquest monument · Carregueu una nova foto d'aquest monument            |
| Barraca i casa en Carrera del Riu 162                           | BRL    | s.XIX                           | València Carrera del Riu, 162               | 39° 26′ 11″ N, 0° 20′ 38″ O / 39.436472°N,0.343889°O | 46.15.250-E461  | Barraca i casa en Carrera del Riu 162 (València) · Vegeu més fotos d'aquest monument · Carregueu una nova foto d'aquest monument                           |
| Barraca i cases de la Zona d'Activitat Logístiques              | BRL    | principi del s.XX               | València Antic camí del Canal, 206          | 39° 25′ 54″ N, 0° 20′ 13″ O / 39.431667°N,0.3369°O   | 46.15.250-E462  | Barraca i cases de la Zona d'Activitat Logístiques (València) · Vegeu més fotos d'aquest monument · Carregueu una nova foto d'aquest monument              |
| Barraca la Fifla                                                | BRL    | s.XX                            | València Entrada Alqueria Sabater, 14       | 39° 26′ 37″ N, 0° 20′ 32″ O / 39.443583°N,0.34225°O  | 46.15.250-E363  | Barraca la Fifla (València) · Vegeu més fotos d'aquest monument · Carregueu una nova foto d'aquest monument                                                |
| Casa el Garrit i retaule ceràmic                                | BRL    | principi del s.XX               | València Camí del Pou d'Aparisi, 41         | 39° 26′ 57″ N, 0° 21′ 10″ O / 39.449167°N,0.352778°O | 46.15.250-E370  | Casa el Garrit (València) · Vegeu més fotos d'aquest monument · Carregueu una nova foto d'aquest monument                                                  |
| Casa el Ric                                                     | BRL    | principi del s.XX               | València Camí del Pou d'Aparisi, 94         | 39° 26′ 58″ N, 0° 21′ 12″ O / 39.449514°N,0.353444°O | 46.15.250-E369  | Casa el Ric (València) · Vegeu més fotos d'aquest monument · Carregueu una nova foto d'aquest monument                                                     |
| Casa Orient                                                     | BRL    | inici del s.XX                  | València Ctra. de Llora, 10                 | 39° 26′ 00″ N, 0° 20′ 33″ O / 39.433417°N,0.342417°O | 46.15.250-E430  | Casa Orient (València) · Vegeu més fotos d'aquest monument · Carregueu una nova foto d'aquest monument                                                     |
| Francs, marjals i extremals de l'entorn del Pou d'Aparici       | BRL    | 1930-1933                       | València Camí del Pou d'Aparisi             | 39° 27′ 00″ N, 0° 21′ 20″ O / 39.45°N,0.355556°O     | 46.250.250-1028 | Francs, marjals i extremals de l'entorn del Pou d'Aparici (València) · Vegeu més fotos d'aquest monument · Carregueu una nova foto d'aquest monument       |
| Fumeral en l'avinguda Jesús Morante Borràs 48                   | BRL    | s.XX                            | València Av. Jesús Morante i Borràs, 48     | 39° 26′ 58″ N, 0° 20′ 44″ O / 39.449375°N,0.345675°O | 46.15.250-E361  | Fumeral en l'avinguda Jesús Morante Borràs 48 (València) · Vegeu més fotos d'aquest monument · Carregueu una nova foto d'aquest monument                   |
| Hort de Sant Enric                                              | BRL    | s.XIX                           | València Carrera del Riu, 195               | 39° 26′ 00″ N, 0° 20′ 35″ O / 39.433333°N,0.343158°O | 46.15.250-E426  | Hort de Sant Enric (València) · Vegeu més fotos d'aquest monument · Carregueu una nova foto d'aquest monument                                              |
| Retaule ceràmic de la Mare de Déu de Montolivet                 | BRL    | final del s.XIX, inici del s.XX | València Façana de l'església de Montolivet | 39° 27′ 33″ N, 0° 21′ 31″ O / 39.459067°N,0.358567°O | 46.15.250-E519  | Retaule ceràmic de la Mare de Déu de Montolivet (València) · Vegeu més fotos d'aquest monument · Carregueu una nova foto d'aquest monument                 |
| Retaule ceràmic de la Mare de Déu del Carme del Saler           | BRL    | ca.1940                         | València C. Jesús Morante i Borràs, 77      | 39° 26′ 52″ N, 0° 20′ 38″ O / 39.447803°N,0.343842°O | 46.15.250-E240  | Retaule ceràmic de la Mare de Déu del Carme del Saler (València) · Vegeu més fotos d'aquest monument · Carregueu una nova foto d'aquest monument           |
| Retaule ceràmic de Sant Josep i la Mare de Déu dels Desemparats | BRL    |                                 | València Carretera Font d'en Corts          | 39° 26′ 45″ N, 0° 21′ 30″ O / 39.445797°N,0.358444°O | 46.1.1-150      | Retaule ceràmic de Sant Josep i la Mare de Déu dels Desemparats (València) · Vegeu més fotos d'aquest monument · Carregueu una nova foto d'aquest monument |